# Corynoptera proosopina
Corynoptera proosopina är en tvåvingeart som beskrevs av Werner Mohrig 1999. Corynoptera proosopina ingår i släktet Corynoptera och familjen sorgmyggor. Inga underarter finns listade i Catalogue of Life.